# 弗里尼欣
弗里尼欣（南非語發音：[fəˈrɪənəχəŋ]）是南非豪登省的一座城市，位于法爾河畔。